# Jakub Málek
Jakub Málek (* 11. dubna 2002 Kroměříž) je český hokejový brankář.

## Kariéra
Svůj první profesionální zápas odehrál Málek v 16 letech dne 30. ledna 2019 za VHK Vsetín v druhé nejvyšší české Chance lize proti týmu HC Stadion Litoměřice, ale v polovině zápasu byl po čtyřech inkasovaných gólech stažen.
Po svém návratu do Chance ligy v sezóně 2020-21 zaznamenal Málek ve 14 zápasech 8 výher a úspěšnost zákroků 0,912. V 7 zápasech play-off zaznamenal úspěšnost 0,927 při zápasech do semifinále, kde vypadl v sérii s HC Dukla Jihlava. V celkem 21 zápasech v Chance lize zaznamenal dvě čistá konta. Přestože nebyl vůbec zařazen do žebříčku skautingu NHL, ve čtvrtém kole draftu 2021 si ho jako 100. hráče v celkovém pořadí vybral tým New Jersey Devils.
Dne 20. října 2021, na začátku sezóny 2021-22, se Málek stal prvním brankářem v historii Chance ligy, který vstřelil gól přímou střelou do sítě, když v závěru vítězného zápasu nad AZ Havířov (výsledek 4:1) vstřelil gól do prázdné branky. V té sezóně odehrál 31 zápasů a připsal si 22 vítězství, dvě čistá konta a úspěšnost zákroků 0,932, čímž získal ocenění pro nejlepšího brankáře ligy a probojoval se do finále Chance ligy.
Málek se na sezónu 2022/23 přesunul do Finska, kde dne 3. května 2022 podepsal dvouletou smlouvu s týmem Ilves z nejvyšší finské SM-liigy. Na začátku roku byl Málek hospitalizován kvůli panickým atakům způsobeným podle jeho slov přílišným tlakem na sebe. Po zotavení a nějakém čase stráveném v druhé lize Mestis se vrátil do týmu Ilves a sezónu zakončil s úspěšností zákroků 0,903 v celkem 22 zápasech. V play-off nemohl v polovině semifinálové série proti Lahti Pelicans nastoupit brankář Marek Langhamer, což Málka posunulo do role brankářské jedničky.
Dne 6. března 2024 Ilves uplatnil opci na prodloužení Málkovy smlouvy o jeden rok. Dne 6. května 2024 podepsal Málek s Devils dvouletou vstupní smlouvu.

## Mezinárodní kariéra
Málek měl v roce 2022 reprezentovat Česko na mistrovství světa juniorů a odehrát jeden zápas, ale turnaj byl zrušen kvůli pandemii COVID-19.
Málek debutoval v seniorské reprezentaci na turnaji Karjala Cup 2023, který byl součástí Euro Hockey Tour 2023-24.

## Osobní život
Málek je fanouškem fotbalového klubu Forest Green Rovers. Tento tým objevil při hraní hry FIFA a fandí jejich environmentálně udržitelnému chování. Také sdělil že při hře NHL vždy hraje za Dynamo Pardubice.